# Cunsey Beck
Il Cunsey Beck è uno dei numerosi fiumi e torrenti che affluiscono nel lago di Windermere nel Lake District inglese. Essendo lungo poco più di 3.2 km è generalmente lento e scende per circa 27 metri dall'estremità meridionale dell'Esthwaite Water, che drena, fino ad immettersi nella parte occidentale del lago Windermere vicino a un'isola chiamata Ling Holm.
Dopo essere uscito da Esthwaite Water, il Cunsey Beck entra nel piccolo Out Dubs Tarn. Esce dal tarn alla sua estremità meridionale e poi scorre in direzione sud-est tra il bosco di conifere di Grizedale a sud e ovest e la macchia decidua di Bishop Woods a nord. Poco prima di entrare nel Windermere attraversa il bosco deciduo di Cunsey. Immediatamente prima di entrare nel lago è scavalcato da una passerella che fa parte di un sentiero pubblico lungo un tratto della sponda occidentale del lago Windermere.